# 伊那松島運輸区

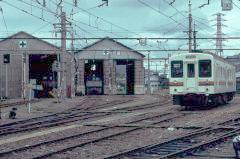
運輸区の様子（1991年撮影）

伊那松島運輸区（いなまつしまうんゆく）は、長野県上伊那郡箕輪町松島の伊那松島駅構内にある、東海旅客鉄道（JR東海）東海鉄道事業本部管轄の乗務員基地で、飯田線北部を中心とする列車の乗務員を置く。
伊那電気鉄道松島工場を前身とし、1943年の飯田線国有化により名古屋鉄道局静岡管理部（のち静岡鉄道管理局）管轄の伊那松島機関区に改称された。民営化を前にした1987年3月1日の国鉄車両基地呼称変更で伊那松島運転区に改称。民営化後は静岡支社管轄となった。1989年3月11日の組織改正で駒ケ根車掌区と統合し伊那松島運輸区に改称した。さらに1990年3月1日の飯田支店発足に伴い本社東海鉄道事業本部に移管された。
旅客車は買収時は伊那電引継車が中心であったが、国鉄時代は戦前形のさまざまな旧形国電が配置されていた。電気機関車は伊那電引継車のあと、ED18形 (1 - 3) /ED19形 (1 - 6) の9両体制の時代を経て、最期はED62形 (1 - 9) が配置されていた。事業用車は旧伊那電引継車改造の木造車サハユニフ110→サエ9330→サエ9322から1970年（昭和45年）にクモハ11235を改造したクモエ21009に交代している（1985年廃車）。1975年3月のダイヤ改正時点では、運用番号71 - 89 (McTc) 、91 - 92 (McTgc) が割り当てられていた。
伊那松島で行っていた車両検修業務は、旧型国電の引退と119系電車の導入に伴って1983年7月に豊橋機関区に集約されたため、以後は車両無配置の動力車乗務員基地となった。車両滞泊用として用いられている旧構内の留置線は8本あったが、現在は6本に減少している。

## 所属車両に記されていた略号
- 旅客車 - 「静ママ」…静岡鉄道管理局の略号「静」および伊那松島機関区・伊那松島駅の電略「ママ」（いなまつしま）。

## 沿革
- 1909年（明治42年）12月28日 - 伊那電車軌道松島工場として設置。
- 1943年（昭和18年）8月1日 - 伊那電気鉄道国有化により伊那松島機関区に改称。
- 1983年（昭和58年）7月 - 検修業務を豊橋機関区に移管。車両配置がなくなる。
- 1987年（昭和62年）
  - 3月1日 - 国鉄車両基地改称で伊那松島運転区に改称[1]。
  - 4月1日 - 国鉄分割民営化によりJR東海に移管。
- 1989年（平成元年）3月11日 - 駒ケ根車掌区を編入し、伊那松島運輸区に改称[2]。
- 1994年（平成6年） - 伊那松島運輸区撮影会を実施（2002年以降、伊那松島運輸区祭のみとなる）。
- 1996年（平成8年）4月1日 - 飯田線貨物扱い廃止に伴い、機関車の出入りが減少する。

## 乗務範囲
- 飯田線 - 中部天竜 - 辰野間

## 保存車両
- クモハ12041
通称「ゲタ電」。静岡運転所に所属していたが、飯田線などでイベント列車として運用されていた。2002年の除籍後は当所に保管されていたが、2011年3月開館のリニア・鉄道館に収蔵・展示されている。
- モハ1035
大井川鐵道から譲受後、名古屋工場で復元されて静態保存されていたが、クモハ12041同様、リニア・鉄道館に収蔵・展示されている。